# Jacoba Peltenburg
Jacoba Johanna Peltenburg (Beverwijk, 1798 - Rotterdam, 1890) was een Nederlandse schrijver. Ze heeft meerdere boeken gepubliceerd. Tevens heeft ze bijdragen geleverd aan enkele christelijke tijdschriften en verschillende stichtelijke kinderboeken. Haar debuut 'Geschenk voor lieve kinderen' - waar haar man ook een bijdrage aan leverde - dateert uit 1832. Kennelijk was dit boekje succesvol, want er volgde niet alleen een herdruk maar er verschenen nog eens 4 vervolgboekjes in deze serie. Tot slot schreef Peltenburg ook voor de christelijke tijdschriften Maria en Martha (1851, 1852), Evangelie-spiegel (1852) en Gelderland (1853).
Historica Els Kloek omschrijft Speltenburg in 1001 vrouwen uit de Nederlandse geschiedenis als een vergeten schrijfster: ze is niet te vinden in naslagwerken en er is geen verdere literatuur over haar werk. Dit terwijl het waarschijnlijk is dat haar werk wel gewaardeerd en bekend was.
Speltenburg trouwde in 1820 met Hendrik Mijnoldus Boeseken, een onderwijzer. Ze had 5 dochters en drie zoons samen met hem. Ze stierf op 23 december 1890 in Rotterdam.

## Publicaties
- Geschenk voor lieve kinderen - met H.M. Böeseken (Amsterdam 1832, 1833), waarna in 1834 en 1835 nog meer ‘geschenken voor lieve kinderen’ volgden.
- Jezus Christus geschetst als de zaligmaker der wereld: een geschenk voor de jeugd (Leiden 1837).
- Verhalen voor jongelieden en derzelver ouders ter bevordering van maatschappelijk en huiselijk geluk - met H.M. Böeseken (Arnhem 1840).
- Willem Bergman, of Gedenk aan uwen schepper in de dagen uwer jongelingschap (Leiden 1840).
- De vestiging en uitbreiding van het christendom, door de apostelen: een vervolg op Jezus Christus, geschetst als de verlosser en zaligmaker der wereld (Leiden 1842).
- De familie De Marisy, of Wie op den hoogen God vertrouwt, heeft zeker op geen zand gebouwd (Haarlem 1844).
- Anna van Lint, of de brave Dienstbode (Doesburg 1846).
- Karaktertrekken uit de Heilige Schrift (Doesburg 1848).
- Anna van Lint in hare huiselijke en burgerlijke betrekkingen geschetst (Doesburg 1849).